# Csörsz utcai izraelita temető
A Csörsz utcai izraelita temető egy 1961 óta zárt budapesti orthodox izraelita temető, ami azóta csak hitközségi engedéllyel látogatható. A budai oldal legrégebb óta fennálló zsidó temetője, amiben kizárólag héber nyelvű sírkövek találhatóak és kizárólag egykori budapesti lakosok nyugszanak.

## Elhelyezkedése
A temető nagyjából egy-másfél házhelynyi területen fekszik, teljesen körbeépítve Budapest XII. kerületében, a Csörsz utca Apor Vilmos térhez közelebbi végénél. Az utca túloldalán található a MOM Kulturális Központ.
A Csörsz utcai izraelita temető mellett közvetlenül a Németvölgyi temető feküdt, azonban ezt 1912-ben bezárták, majd 1963-ban fizikailag is felszámolták.

## Története
1883-ban említették először az orthodox hitközségnek adományozott területként, de csak az 1890-es évektől kezdve temetkeztek ide rendszeresen. 
Orthodox lévén a vallási előírásokat a lehető legszigorúbban betartva került kialakításra. Minden sír kelet felé néz, a férfiakat és a nőket pedig elkülönítették, bár mikor már kezdett teljesen megtelni a parcella, a női részbe is került néhány férfisír. A temető egyik érdekessége a szintén vallási okokból kialakított kohaniták (papi leszármazottak) ösvénye. Ők az előírás szerint a saját családtagjaikon kívül más halottal nem érintkezhetnek és azzal egy helyiségben sem lehetnek. Nekik külön bejáratuk is volt, hogy mindvégig a lehető legtávolabb legyenek a síroktól.

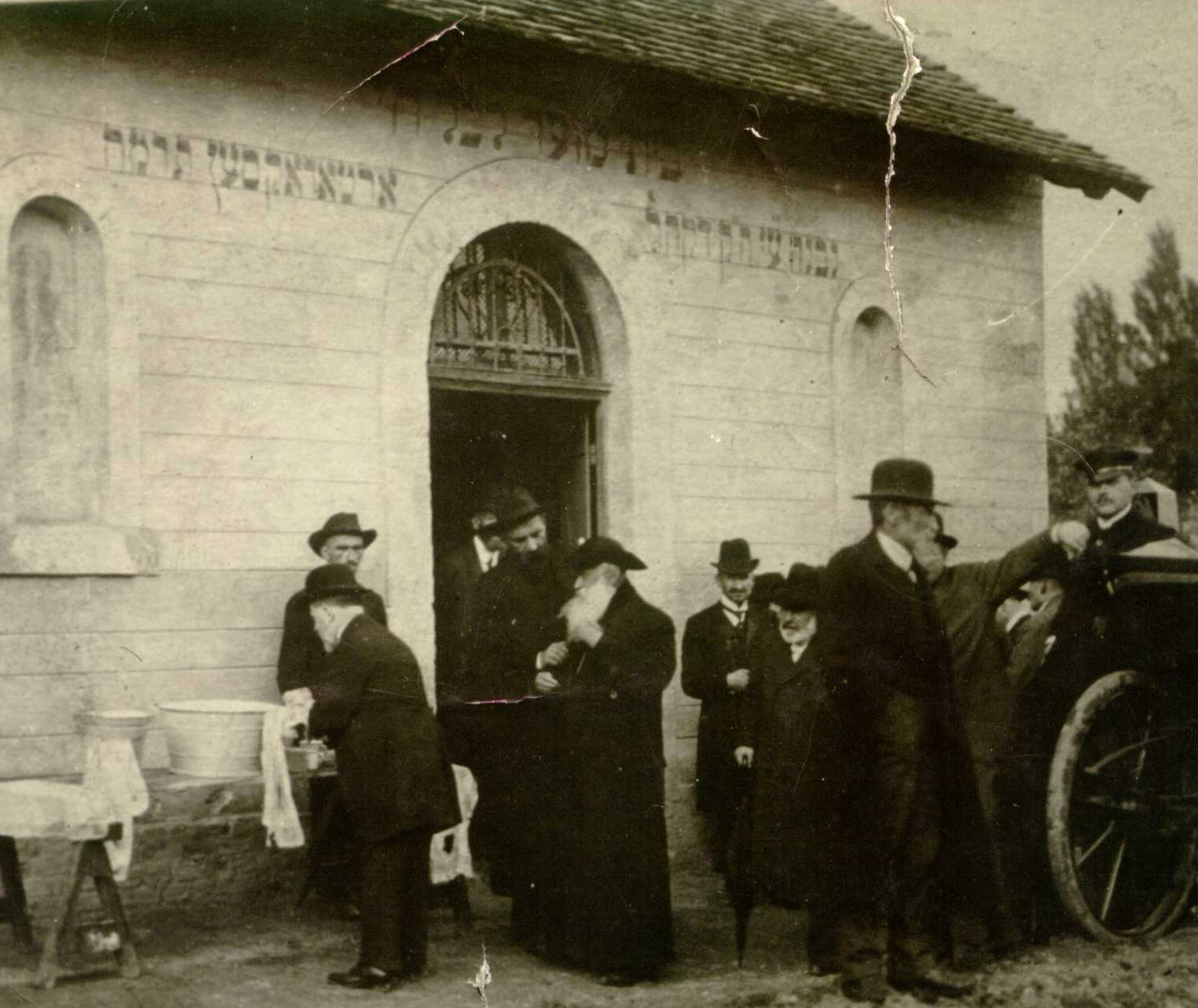
Reich Jaakov Koppel (középen, hosszú, ősz szakállal) a temető bejárataként is funkcionáló szertartási épület előtt

Kezdetben a máshol felszámolt budai temetőkből hozták át ide a sírköveket, amiket aztán a bejárattól távolabbi részeken helyeztek el. A Csörsz utcában kizárólag budapesti polgárokat temettek el, ami így a régi budapesti orthodox izraelita polgárság sajátos keresztmetszetét is kiadja. Itt helyezték örök nyugalomra mások mellett Reich Jaakov Koppelt, aki 1890-től 1929-es haláláig vezette a magyarországi orthodox hitközséget. Temetése látványos külsőségek közt zajlott, jelentős tömeg kísérte utolsó útjára, a kormány lovasegységet küldött ki és rendőrszázad ügyelt a rendre.
Itt temették el a városmajori (Alma utcai) orthodox kórház 1945 elején lemészárolt áldozatait is. Sírjaik mellé 1946-ban emlékművet is emeltek.
Az utolsó temetés 1961-ben volt, azóta zárt és csak hitközségi engedéllyel látogatható.
Az 1970-es években az utca túloldalán (is) működő Magyar Optikai Művek napköziotthont kívánt kialakítani a temető helyén. A kérést továbbították az Állami Egyházügyi Hivatalnak is, akik a területről történő önkéntes lemondásra kérték a zsidó hitközséget. Több millió forint „bánatpénzt” is felajánlottak, azonban a vallási vezetők végül elutasították a „felkérést” és így a temető megmaradt.
A rendszerváltás után fokozatosan rendbe rakták és felújították a sírokat, magát a sírkertet, valamint a halottasházat is.